# Lythria monofasciata
Lythria monofasciata är en fjärilsart som beskrevs av Obraztsov 1936. Lythria monofasciata ingår i släktet Lythria och familjen mätare. Inga underarter finns listade i Catalogue of Life.